# Francisco Álvarez de la Chica
Francisco José Álvarez de la Chica (Granada, 1960) es un político socialista español, fue consejero de Educación de la Junta de Andalucía durante la anterior legislatura y vicepresidente primero del Parlamento de Andalucía. Fue portavoz del Grupo Socialista en el Parlamento de Andalucía.

## Biografía
Está diplomado en Magisterio.
Entre 1999 y 2003, fue concejal del ayuntamiento de Chauchina, Granada. En 1996, fue elegido diputado del parlamento andaluz. En la siguiente legislatura, fue senador por Granada, pero en 2004 vuelve de nuevo al parlamento andaluz como diputado, siendo elegido vicepresidente tercero de la mesa, y en la siguiente legislatura, vicepresidente primero, hasta que es nombrado consejero de Educación, cargo que desempeña entre 2010 y 2012.
También ha ocupado el cargo de director general de Plan de Barriadas entre los años 1992 y 1993 y director general del plan de Acción Social (1993-1995). Es miembro de UGT y del Movimiento para el Desarme y la Libertad. También fundó el proyecto de reinserción social Radio Juventud.
Desde julio de 2012 es portavoz del Grupo Socialista en el Parlamento de Andalucía.
Tras suceder en 2014 a D. Ángel Díaz Sol como presidente de la Autoridad Portuaria de Motril, fue cesado del cargo el 8 de marzo de 2019, siendo su sucesor D. José García Fuentes

## Cargos desempeñados
- Diputado por la provincia de Granada en el Parlamento de Andalucía. (Desde 1996)
- Concejal del Ayuntamiento de Chauchina. (1999-2003)
- Senador por la provincia de Granada. (2000-2004)
- Secretario general del PSOE de Granada. (2000-2010)
- Vicepresidente tercero del Parlamento de Andalucía. (2004-2008)
- Vicepresidente primero del Parlamento de Andalucía. (2008-2010)
- Consejero de Educación de la Junta de Andalucía. (2010-2012)
- Senador designado por el Parlamento de Andalucía. (2012-2013)
- Portavoz del Grupo Socialista en el Parlamento de Andalucía. (2012-2013)
- Presidente de la Autoridad portuaria de Motril (2014-2019)